# ボバ・フェット
ボバ・フェット（Boba Fett）はアメリカのSF映画『スター・ウォーズ』シリーズの登場人物。
銀河一の賞金稼ぎ「ジャンゴ・フェット」のクローンであり、ジャンゴ・フェットの息子として育てられた最強の賞金稼ぎとされる。
『エピソード5/帝国の逆襲』と『エピソード6/ジェダイの帰還』で演じているのはジェレミー・ブロック。声はジェイソン・ウィングリーンが演じていたが、2004年以降製作の映像ソフトでは、劇中の設定に基づきクローン元である人物「ジャンゴ・フェット」を演じたテムエラ・モリソンの声に変更されている。『エピソード6/ジェダイの帰還』の約5年後の物語となるテレビドラマ『マンダロリアン』では素顔のシーンも含めてテムエラ・モリソンが演じている。『エピソード2/クローンの攻撃』での少年時代はダニエル・ローガンが演じた。アニメ『レゴ・スター・ウォーズ』ではトレバー・デュバルが演じている。
映画での登場シーンは少ないが、多くのスピンオフ作品にも登場する人気キャラクターである。

## 概要
伝説の傭兵集団「マンダロア兵団」が使用した、全身に様々な武器を備える「マンダロア装甲」でその身を包んだ銀河系のバウンティ・ハンター（賞金稼ぎ）。帝国や犯罪組織に雇われては、数々の屈強な賞金首を的確に仕留めて名を上げていき、特に「エピソード4・5・6」の時代には“銀河一の賞金稼ぎ”としてその名を馳せた。愛用する武装船は「スレーヴ・ワン（Slave I）」と呼ばれる。

## 正史の登場作品

### 映画
1978年放送のテレビスペシャル『スター・ウォーズ ホリデー・スペシャル』のアニメパートにて初登場。ボバは「映画本編以外が初登場であるSWシリーズ初のキャラクター」である。
映画本編では、1980年公開の『エピソード5/帝国の逆襲』にダース・ベイダーがハン・ソロ捕獲のために雇う賞金稼ぎの1人として初めて登場した。が、その後の人気の高まりもあり、1997年公開の『エピソード4/新たなる希望』特別篇でボバの出演シーンが追加挿入されたため、映画公開の時系列としてはエピソード5が本編初登場、物語の時系列としてはエピソード4での登場がそれに先行する、というねじれが発生した。
エピソード5において、ハン・ソロは自身の操縦するミレニアム・ファルコンを、帝国軍戦艦に体当りすると見せかけて急制動で艦体に貼り付かせ、ハイパードライブ起動直前に投棄したゴミに紛れさせるという奇策で、帝国軍の追撃を出し抜いたのだが、唯一ボバはこれを見逃さずソロたちの後を追跡した。これは『エピソード2/クローンの攻撃』で父であるジャンゴ・フェットと共にジェダイの騎士オビ＝ワン・ケノービを追撃した際、似た手段で逃げられた経験からソロの機転を見破ったとされる。ボバは、惑星ベスピンのクラウド・シティまで、愛機「スレーヴ・ワン」でミレニアム・ファルコンを追跡し、ダース・ベイダーと共にソロらを罠にはめ、捕える事に成功した。この際、ボバはジャバ・ザ・ハットからもソロに懸けられた懸賞金を貰うため、ダース・ベイダーから報酬の一部としてカーボナイトで冷凍されたハン・ソロを貰い受けた。ボバはダース・ベイダーもその腕を認める賞金稼ぎであり、ボバもベイダーを信頼していた。その実力から有名であったとはいえ、あくまで一介の賞金稼ぎでありながら、劇中ベイダーとも対等の口調でやり取りする。この事からも“最強の賞金稼ぎ”と言われた、父にして自身のクローン元であるジャンゴ・フェットの才能を継ぐ賞金稼ぎに成長したことが分かる。
『エピソード6/ジェダイの帰還』でルーク・スカイウォーカーたちがジャバ・ザ・ハットからハン・ソロを救出に来た時には、ボバはジャバに用心棒として雇われていた。ルークらを処刑しようとした際、砂漠の大穴に生息する人食いクリーチャー「サルラック」の上のセール・バージで、ボバはルークと対決することになった。ブラスター・ライフルで射撃を試みるもライトセーバーで銃身を斬り落とされ、今度は拘束ワイヤーを射出してルークを縛り上げたが、これもライトセーバーで斬られてしまう。ルークが他の敵と交戦して気を取られている隙を狙い、手甲に備えたリスト・ロケットで背中を撃ち抜こうと試みるが、まだ視力の全快していなかったソロの闇雲な攻撃が、ボバのジェットパックを直撃。その誤作動によって、セール・バージの船体に叩きつけられたボバはサルラックに丸呑みにされてしまった。父のジャンゴ・フェットもジェットパックの故障に気づかず、メイス・ウィンドゥに敗れたため、親子揃ってジェットパックの誤作動が原因でジェダイの騎士に敗れたことになった。
『エピソード2/クローンの攻撃』では、ボバの正体は、“銀河最強の賞金稼ぎ”と名を馳せたジャンゴ・フェットが、カミーノ人が製作するクローン兵の遺伝子ホストとなった事への報酬の一部として作らせた、ジャンゴの完全なクローンであることが判明した。他のクローン・トルーパーは、同じくジャンゴの遺伝子により作られてはいるが、生産性向上のため通常の2倍の速度で成長する上、反乱を起こさないよう自我や独立心が芽生えにくい様に調整されて作られているが、ボバはジャンゴの意向でそういった調整は一切なく作られた、完全なクローンである。「エピソード4～6」でボバが身に付けていた「マンダロア装甲」や愛機とする武装艇「スレーヴ・ワン」は、父ジャンゴから受け継いだ物である。その証拠に、『エピソード2』でジャンゴがオビ＝ワン・ケノービと戦闘した後に、自身の宇宙船に乗り込む際に頭をぶつけるシーンがあり、その後ヘルメットの一部が凹んでいるが、ボバのヘルメットにも同じ場所に凹みが確認できる。ボバはジャンゴを「パパ」と呼び、ジャンゴは彼を実の息子として育て、愛情を持ちながらもマンダロア戦士の正統な後継者にするべく、ジャンゴ直々にマンダロア戦士としての戦闘技術の英才教育を受けて育ててきた。だが、ジャンゴはジオノーシスの戦いにて、ジェダイの騎士メイス・ウィンドゥと戦うも斬首され死亡する。以後ボバはジェダイに対し決して消えない憎しみを抱くようになったという。
2015年に公開された『エピソード7』に当たる『スター・ウォーズ/フォースの覚醒』では、惑星タコダナのマズ・カナタの城に様々な旗が飾られているが、その中にボバ・フェットの装甲服の左肩に刻印されていたマンダロア兵団のエンブレム「ジェングの頭骨」が描かれた旗も飾られている。

### アニメーション
スピンオフ（外伝）作品『クローン・ウォーズ』では、父の死後、父の知り合いの賞金稼ぎ達に育てられながら、父の復讐の機会をうかがい、「ラッキー」という偽名でクローン・トルーパーの訓練兵に紛れ込んでメイス暗殺を謀るも失敗。また、その際にはジャンゴ直伝の段違いの射撃能力を披露したり、ある意味では自身の“兄弟”とも言えるクローン・トルーパーやクローン・トルーパー候補の少年クローン兵を殺せない人間性を見せている。若い時期には、父から引き継いだスレーヴIを墜落させてしまったり（完全には破壊されず修繕して再登場している）、共和国に捕まるなど失敗も多かった。しかし、銀河内乱の表舞台に躍り出るまでの約20年間の詳細な足取りは不明だが、傭兵や殺し屋として暗躍し、実戦経験を通して父同様「銀河一の賞金稼ぎ」と呼ばれるまでにその腕を高めていったことは確かなようである。
『クローン・ウォーズ』の続編であるアニメ『スター・ウォーズ: バッド・バッチ』では、ボバの正体が2体しか存在しないジャンゴの純粋なクローン『アルファ』であることが明かされた。また、彼には妹となる個体『オメガ』という女性クローンも存在した。オメガは女性として誕生したクローンであるがジャンゴの遺伝子から作られたクローンであり、帝国樹立後はクローン・コマンドー部隊と共に帝国を離反している。

### コミック
『スカイウォーカーの衝撃』（2015）にてデス・スターを破壊したパイロットを探すダース・ベイダーに雇われることとなった。結局捕獲は失敗に終わったものの、青年の姓がスカイウォーカーであることをベイダーに伝えた。
未翻訳だが『Age of Rebellion』（2019）や『War of the Bounty Hunters』（2021）シリーズにも登場する。

### ゲーム
『バトルフロント』（2015）と『バトルフロント2』（2017）にプレイ可能なキャラクターとして登場した。

### 小説
2016年『ジェダイの帰還』後を描いた小説『スター・ウォーズ／アフターマス』においてコブ・ヴァンスという保安官が酸に溶けたマンダロリアン・アーマーを手に入れる短編が収録されている。

### マンダロリアン
2020年のテレビドラマ『マンダロリアン』9話にて小説『アフターマス』のエピソードを回収する形でコブ・ヴァンスとマンダロリアン・アーマーが登場し、手に入れたアーマーがボバ・フェットの物であったことが確認された。14話から16話にはボバ・フェット本人が登場し、アーマーを取り戻して活躍した。
サルラックに食べられた後、生存が確認されるのは正史ではこれが初めてである。役者は『クローンの攻撃』でジャンゴ・フェットを演じたテムエラ・モリソン。前述したようにボバ・フェットはジャンゴ・フェットのクローンである。
若干ビール腹なためBoba Fatt (fat:ふとっちょ)とファンダム内で呼称されるスラングが発生した。

### ボバ・フェット/The Book of Boba Fett
さらに、テレビドラマ『ボバ・フェット/The Book of Boba Fett』が2021年12月に配信開始された。テムエラ・モリソン演じるボバ・フェットとミンナ・ウェン演じるフェネック・シャンドを中心に描かれた。
『エピソード6/ジェダイの帰還』でサルラックに食われて以降の空白を埋める物語で、サルラックの体内から辛くも逃れ出たボバが、フェネック・シャンドを右腕として、犯罪王ジャバ・ザ・ハットの縄張りであったタトゥイーンの町モス・エスパを乗っ取ろうとする。サルラックから逃れて5年後には、『マンダロリアン』のシーズン2で描かれたように、自分のアーマー(鎧)を取り戻し、さらにはフェネック・シャンドとともにジャバ・ザ・ハットの後継者だったビブ・フォーチュナを殺す。"マンダロリアン"やグローグーの協力を得て、敵対するパイク・シンジケートとの市街戦に勝って縄張りを守り抜く。

## レジェンズの登場作品
2012年のウォルト・ディズニー・カンパニーによる『スター・ウォーズ』シリーズの制作会社ルーカスフィルムの買収に伴い、それ以前に展開していたスピンオフ（外伝）作品は「レジェンズ（非正史）」として分別されることになった。以下は、それら「レジェンズ」に属するスピンオフ作品での登場を挙げる。
- 『エピソード5』と『エピソード6』の間を描くスピンオフ（外伝）作品『スター・ウォーズ 帝国の影』のコミック版では、ハン・ソロをジャバ・ザ・ハットの下まで届ける間に、ボスクやザッカス、IG-88などの手柄を横取りしようとする他の賞金稼ぎたちから執拗な追跡を受けるものの、彼らを出し抜きジャバの下にソロを引き渡し、懸賞金を見事手に入れた。
- ハン・ソロとは、デジリスク・ザ・ハットの依頼で拘束しようとした際、逆に隙を付かれてハン・ソロとランド・カルリジアンの機転にはまり、出し抜かれ逃げられた以来因縁がある。
- 装甲服にぶら下げている三つ編み状の毛髪は、高い戦闘能力で知られるウーキー族と戦い討ち取り、その証の“戦利品”として得た頭髪であると言われている。
- コミック『ダーク・エンパイア』では、復活した皇帝ダース・シディアスが「以前ストームトルーパーとして訓練を受けていたが、脱走した」という台詞がある。
- 映画では『エピソード6』でルークらに敗れ、サルラックに呑み込まれたが、着ていた装甲服のおかげでサルラックに消化されずに助かり、吐き出されたところを同業者であるデンガーに救われた事が明らかにされている。
- 『エピソード6』のその後を描くスピンオフコミック『ダーク・エンパイア』にて、ハン・ソロとレイア・オーガナの前に姿を現す。それまでは、仕事としてソロと敵対してきたが、その後は己のプライドに賭けてソロを執拗に追うようになった。だが、戦ううちに次第に良きライバル関係になっていった。ユージャン・ヴォングの侵略に対して共闘する場面も描かれている。
- サルラックに呑み込まれてから復帰して、しばらくは「スレーヴ・ツー（Slave II）」という名の宇宙船を用いていたが、ビィスのシールドに突っ込み大破して以降は、取り戻したスレーヴ・ワンを再び愛機とした。
- クローンではない正式な娘がいる。

## 人気
映画『エピソード5/帝国の逆襲』では、出番も台詞も少ないながらも、ハン・ソロの廃棄ゴミに紛れて逃げるという帝国軍も他の賞金稼ぎも気付かなかった奇策をただ一人見逃さなかった抜け目のなさや、ダース・ベイダーとも対等に会話のやり取りをする様、身を包む装甲服のデザインと、その装甲には全身に様々な武器を備えているという裏設定などから、ファンの間でメインキャラクターに引けを取らない人気キャラクターとなっていった。
だが『エピソード6/ジェダイの帰還』での主人公ルークらとの対決では、装甲に様々な武装を備えているという設定がありながらも、劇中ではそのほんの一部しか使わずにルークらに敗れてしまった。後に『エピソード6』のオーディオ・コメンタリーにて、シリーズ総監督のジョージ・ルーカスは想定外の人気キャラクターとなったボバのこの扱いについて「こんなに人気が出ると知っていたら、もっと戦闘シーンも長くして、最期の場面もカッコよくしたのに」と語っている。その当時のファンの期待に応えるべく、後年製作された『エピソード2/クローンの攻撃』では、ボバの父であるジャンゴ・フェットが、装甲に備えた様々な武装を使いこなしながら戦闘する姿が描かれた。
製作側も想定していなかった形で人気が出たことで、『エピソード4/新たなる希望』の修正版では登場シーンが足されたり、後年製作された『エピソード2/クローンの攻撃』では、物語の根幹に関わる重要人物としての設定が追加されるなどした。

## トリビア
- 「エピソード5・6」でボバを演じたジェレミー・ブロックは『エピソード3/シスの復讐』で、ベイル・プレスター・オーガナが「オーダー66」を逃れたヨーダとオビ＝ワン・ケノービを拾い上げた宇宙船「タンティヴIV」の艦長「ジェレモック・コルトン」という役でカメオ出演している。

装備
武器は、EE-3ブラスター・ライフル。
マンダロリアン・アーマーは、ブラスター光弾やライトセーバーに耐えられるベスカー合金製である。背部にはジェットパックを背負う。
リスト・ガントレットには様々な武器（火炎放射器、レーザー、射出型のコードなど）が隠されている。
強化フライトスーツのすね部には、サバイバル・ナイフ、ソニック・ビーム兵器、セキュリティ突破ブレード、ジェット・パック調整工具などが備えられている。
武装宇宙船
ジャンゴ・フェットから受け継いだ武装宇宙船。高性能の対探知装置を積み、武装としてレーザー砲、実体弾ランチャー、震盪爆雷などを持つ。オリジナルでは、Slave I（スレーヴ・ワン）と名称があるが、フランチャイズをディズニーに売却してからは、スレーヴ（奴隷）という名称は使わないようにされている。玩具製造業社レゴのデザイナーは、ディズニーから直接スレーヴの名称を使わないよう要求があったことを正式に認め、Boba Fett's Starship（ボバ・フェットの宇宙船）で販売が行われた。

## 日本語吹き替え声優
- ソフト版：広瀬正志
- 日本テレビ版：屋良有作(帝国の逆襲)→大塚明夫(ジェダイの帰還)
- テレビ朝日版(帝国の逆襲)：小杉十郎太
- 劇場公開版(帝国の逆襲)：宮村義人
- ロボット・チキン：小山力也
- クローンの攻撃：田谷隼
- ローグ スコードロン III：堀内賢雄
- ボンバッド・バウンティ、スター・ツアーズ、フリーメーカーの冒険、マンダロリアン、ボバ・フェット/The Book of Boba Fett、ビジョンズ、サマー・バケーション：金田明夫
- ドロイド・テイルズ：後藤光祐

## 文献
- ケヴィン・J・アンダースン/ダニエル・ウォーレス 共著 横沢雅幸/高貴準三 監訳『スター・ウォーズ クロノロジー（上・下）』ソニー・マガジンズ、2002年